# Weija

Weija är en ort i södra Ghana, belägen vid Weijadammen på Densufloden, väster om Accra. Den är huvudort för distriktet Ga South, som tillhör regionen Storaccra, och folkmängden uppgick till 15 892 invånare vid folkräkningen 2010.